# Květomila Jánská
Květomila Jánská (19. února 1922 ) byla česká a československá politička Komunistické strany Československa a poslankyně Sněmovny lidu Federálního shromáždění za normalizace.

## Biografie
K roku 1971 se profesně uvádí jako tkadlena. Ve volbách roku 1971 byla tehdy zvolena do Sněmovny lidu Federálního shromáždění (volební obvod č. 83 - Trutnov, Východočeský kraj). Ve FS setrvala do konce funkčního období, tedy do voleb roku 1976.